# Championnats d'Amérique du Sud d'athlétisme 1935
Navigation
Édition précédente Édition suivante
Les 9e Championnats d'Amérique du Sud d'athlétisme ont eu lieu en 1935 à Santiago du Chili.

## Résultats

### Hommes
| Épreuves                | Or                                 | Argent                              | Bronze                              |
| ----------------------- | ---------------------------------- | ----------------------------------- | ----------------------------------- |
| 100 mètres              | José de Almeida (BRA) 10 s 7       | José Vicente Salinas (CHI) 10 s 8   | Aloisio Queiroz Telles (BRA) 10 s 9 |
| 200 mètres              | José Vicente Salinas (CHI) 21 s 9  | Aloisio Queiroz Telles (BRA) 22 s 2 | Juan Anderson (ARG) 22 s 3          |
| 400 mètres              | José Vicente Salinas (CHI) 48 s 7  | Juan Anderson (ARG) 49 s 1          | Carlos Baroffio (URU) 50 s 3        |
| 800 mètres              | Juan Anderson (ARG) 1 min 55 s 2   | Néstor Gomes (BRA) 1 min 55 s 2     | Guillermo García (CHI) 1 min 56 s 4 |
| 1 500 mètres            | Miguel Castro (CHI) 4 min 04 s 0   | Guillermo García (CHI) 4 min 05 s 4 | Néstor Gomes (BRA) 4 min 05 s 6     |
| 3 000 mètres            | Miguel Castro (CHI) 8 min 55 s 0   | Roger Ceballos (ARG) 9 min 02 s 0   | Carmelo Di Gaeta (URU) 9 min 07 s 4 |
| 5 000 mètres            | Roger Ceballos (ARG) 15 min 44 s 0 | Atilio Rozas (CHI) 16 min 07 s 6    | Juan Ruiz (CHI) 16 min 27 s 2       |
| 10 000 mètres           | Roger Ceballos (ARG) 32 min 58 s 0 | René Millas (CHI) 33 min 32 s 8     | Juan Ruiz (CHI) 33 min 48 s 2       |
| 20 miles                | José Farías (PER) 2 h 05 min 08    | Manuel Ramírez (CHI) 2 h 07 min 45  | Juan Becerra (CHI) 2 h 14 min 08    |
| 110 mètres haies        | Alfredo Mendes (BRA) 15 s 0        | Alfredo Egaña (CHI) 15 s 9          | Neil McIntosh (CHI) 16 s 6          |
| 400 mètres haies        | José Vicente Salinas (CHI) 56 s 0  | Ciro Vignoli (URU) 56 s 6           | Walter Rehder (BRA) 56 s 6          |
| Saut en hauteur         | Icaro Mello (BRA) 1,86 m           | Alfonso Burgos (CHI) 1,86 m         | Julio Bastón (URU) 1,83 m           |
| Saut à la perche        | Guillermo Chirichigno (PER) 3,50 m | Fernando Montero (CHI) 3,50 m       | José Gagliardi (PER) 3,50 m         |
| Saut en longueur        | João Rehder Netto (BRA) 7,03 m     | Márcio de Oliveira (BRA) 6,85 m     | Víctor Daniels (CHI) 6,72 m         |
| Triple saut             | Juan Reccius (CHI) 14,14 m         | Oscar Bringas (PER) 14,06 m         | Julio Bastón (URU) 13,83 m          |
| Lancer de poids         | Carmine Di Giorgio (BRA) 13,69 m   | Hans Conrads (CHI) 13,56 m          | Héctor Benapres (CHI) 13,16 m       |
| Lancer du disque        | Waldo Schönfeldt (CHI) 40,44 m     | Héctor Benapres (CHI) 39,88 m       | Manuel Consiglieri (PER) 39,67 m    |
| Lancer du marteau       | Antonio Barticevic (CHI) 46,00 m   | Assis Naban (BRA) 45,97 m           | Ricardo Bayer (CHI) 45,71 m         |
| Lancer du javelot       | Efraín Santibáñez (CHI) 57,45 m    | Oswaldo Wenzel (CHI) 56,31 m        | Juan Berger (CHI) 51,65 m           |
| Décathlon               | Oswaldo Wenzel (CHI) 5 992 points  | Erwin Reimer (CHI) 5 742 points     | Hermán Otto (CHI) 5 433 points      |
| Relais 4 × 100 mètres   | Chili 42 s 4                       | Brésil 42 s 5                       | Uruguay 44 s 2                      |
| relais 4 × 400 mètres   | Chili 3 min 24 s 8                 | Brésil 3 min 25 s 6                 | Uruguay 3 min 30 s 7                |
| 3 000 mètres par équipe | Chili                              | Pérou                               | seules 2 équipes ont concouru       |
| Cross-country           | René Millas (CHI) 54 min 54 s 6    | Manuel Ramírez (CHI) 56 min 08 s 6  | Carlos Ibáñez (CHI) 57 min 20 s 6   |

### Femmes
Les épreuves féminines ne débuteront pas avant 1939.

## Tableau des médailles
| Rang | Nation    | Or | Argent | Bronze | Total |
| ---- | --------- | -- | ------ | ------ | ----- |
| 1    | Chili     | 14 | 13     | 11     | 38    |
| 2    | Brésil    | 5  | 6      | 3      | 14    |
| 3    | Argentine | 3  | 2      | 1      | 6     |
| 4    | Pérou     | 2  | 2      | 2      | 6     |
| 5    | Uruguay   | 0  | 1      | 6      | 7     |

Le Chili marque donc 151 points, le Brésil 58 points et le Pérou finit 3e avec 30 points.